# Melissa De Sousa
Melissa De Sousa (Nueva York, 25 de septiembre de 1967) es una actriz estadounidense de cine y televisión, reconocida por interpretar el papel de Shelby en la película dramática de 1999 The Best Man y en su secuela de 2013 The Best Man Holiday. De Sousa encarnó a Gabriella Jiménez en la serie de televisión Reed Between the Lines (2011). Nacida en la ciudad de Nueva York, De Sousa tiene ascendencia panameña.

## Filmografía

### Cine
| Año  | Título                     | Papel            | Notas |
| ---- | -------------------------- | ---------------- | ----- |
| 1998 | Ride                       | Leta             |       |
| 1999 | The Best Man               | Shelby           |       |
| 2000 | Lockdown                   | Krista           |       |
| 2000 | Miss Congeniality          | Karen Krantz     |       |
| 2001 | 30 Years to Life           | Natalie          |       |
| 2001 | I Shaved My Legs For This  | Melissa          |       |
| 2002 | Laurel Canyon              | Claudia          |       |
| 2003 | Biker Boyz                 | Sheila           |       |
| 2005 | Constellation              | Lucy Boxer-Seras |       |
| 2008 | A Good Man Is Hard To Find | Monica           |       |
| 2009 | The Killing of Wendy       | Angie            |       |
| 2010 | The Bannen Way             | Catalina         |       |
| 2010 | Ashes                      | Camille          |       |
| 2012 | She Is Not My Sister       | Stacey           |       |
| 2013 | The Best Man Holiday       | Shelby           |       |
| 2014 | C.R.U.                     | Michelle Hughes  |       |

### Televisión
| Año       | Título                             | Papel             | Notas                                      |
| --------- | ---------------------------------- | ----------------- | ------------------------------------------ |
| 1992      | The Trials of Rosie O'Neill        |                   | Episodio: "Sweet Sixteen"                  |
| 1992      | CBS Schoolbreak Special            | Melissa Skyler    | Episodio: "Words Up!"                      |
| 1993      | Getting By                         | Randee            | Episodio: "Do the Fright Thing"            |
| 1993      | Silk Stalkings                     | Ellie Rose        | Episodio: "Tough Love"                     |
| 1993–1994 | Living Single                      | Carmen / Lisa     | 2 episodios                                |
| 1994      | The Sinbad Show                    |                   | Episodio: "David Goes Skiing               |
| 1994      | Valley of the Dolls                | Neely O'Hara      | 65 episodios                               |
| 1995      | Simon                              | Brenda            | Episodio: "Simon Hunts a Rat"              |
| 1996      | Married... with Children           | Jaclyn            | 2 episodios                                |
| 1996      | Spark                              | Nina              | Cortometraje                               |
| 1996      | ER                                 | Estella           | Episodio: "Baby Shower"                    |
| 1997      | The Wayans Bros.                   | Charmaine         | Episodio: "I Do..."                        |
| 1997      | Moesha                             | Jennifer          | Episodio: "Age Ain't Nothing But a Number" |
| 1998      | Damon                              | Stacy Phillips    | 7 episodios                                |
| 1999      | Grown Ups                          | Donna             | 2 episodios                                |
| 2000–2001 | The $treet                         | Donna Pasqua      | 12 episodios                               |
| 2002–2003 | One on One                         | Natalie Odessa    | 12 episodios                               |
| 2004–2005 | Second Time Around                 | Coco              | 13 episodios                               |
| 2006      | The Ron Clark Story                | Marissa Vega      | Telefilme                                  |
| 2006      | Saturday Night Life                | Darlene Maye      | Corto                                      |
| 2006      | Ghost Whisperer                    | Christine Nelson  | Episodio: "The Ghost Within"               |
| 2007      | Bats 2: human harvest              | Teniente O'Neal   | Telefilme                                  |
| 2008      | Danny Fricke                       | Erika Valdez      | Telefilme                                  |
| 2009      | CHICK: Within Me Lives a Superhero | Wildfire          | 2 episodios                                |
| 2010      | Castle                             | Liz Penn          | Episodio: "A Deadly Game"                  |
| 2011      | Reed Between the Lines             | Gabriella Jiménez | 20 episodios                               |
| 2013      | Shameless                          | Tina              | Episodio: "May I Trim Your Hedges?"        |
| 2015      | Single Ladies                      | Austin Aguilera   | 5 episodios                                |